# Chrysocraspeda indopurpurea
Chrysocraspeda indopurpurea là một loài bướm đêm trong họ Geometridae.